# Vince's Devils
Le Vince's Devils, inizialmente note con il nome di Ladies in Pink, sono state una stable di wrestling attiva nella World Wrestling Entertainment tra il 2005 e il 2006, formata da Candice Michelle, Torrie Wilson e Victoria.

## Storia
La stable Ladies in Pink debuttò durante la puntata di RAW del 22 agosto 2005, quando le divas Candice Michelle e Torrie Wilson passarono dal roster di SmackDown! a quello di RAW al posto di Christy Hemme e Stacy Keibler per effetto del roster draft; Victoria si unì al duo la settimana successiva. Le tre presero di mira Ashley, fresca vincitrice del Diva Search 2005, umiliandola di settimana in settimana. Il 12 settembre l'allora campionessa femminile Trish Stratus tornò sulle scene effettuando un turn face e diede vita ad un'alleanza con Ashley. Ad Unforgiven 2005 Trish ed Ashley batterono il tag team formato da Torrie e Victoria; la storia si ripeté a WWE Homecoming in un Bra and Panties match.
Il 31 ottobre Torrie Wilson lasciò il gruppo per un po' di tempo; rientrò tra le file il 28 novembre in occasione di un six-woman tag team match. Il 26 dicembre durante una puntata di RAW anche Chloe, il cagnolino di Torrie Wilson, divenne un membro ufficiale del gruppo.
La stable spostò le sue attenzioni su Maria ed il 2 gennaio Victoria sfidò la ragazza in un match; Victoria attaccò Maria prima che suonasse la campanella per l'inizio del match e dominò la contesa; tuttavia, nonostante l'interferenza a suo vantaggio da parte di Torrie e Chloe, Maria riuscì a vincere il match. Accecata dalla rabbia, Victoria sfogò la sua frustrazione su Maria, aiutata dalle compagne. Ashley tentò di soccorrere Maria, ma venne fermata da Torrie e Candice. La rivalità fra le cinque portò Vince McMahon a prendere una decisione, ovvero quella di farle affrontare tutte in un Bra and Panties Gauntlet Match a New Year's Revolution 2006.
Il 9 gennaio Candice, Torrie e Victoria rinominarono il gruppo in Vince's Devils.
Il 23 gennaio Victoria e Candice, accompagnate da Torrie, sconfissero Trish ed Ashley con una nuova mossa. Il 13 febbraio Torrie perse un incontro contro Ashley e la stessa sera Candice rivelò che avrebbe posato per Playboy, aggiungendo che sarebbe stata l'edizione più hot della storia del magazine. Torrie non sembrò molto contenta, visto che anche lei comparve su Playboy in due occasioni. La settimana successiva Candice, accompagnata a bordo ring da Torrie, affrontò Trish Stratus in un match valido per il titolo femminile. Durante l'incontro Candice provò a schienare Trish aggrappandosi alle mani di Torrie, ma l'arbitro si accorse dell'imbroglio e interruppe il conteggio. Al termine del match, vinto da Trish, Candice diede uno schiaffo a Torrie accusandola di essere la causa della loro sconfitta. Nelle settimane successive Candice e Torrie fecero pace, ma quando Candice presentò la sua copertina di Playboy, lei e Victoria si allearono e insieme attaccarono Torrie, estromettendola così dal gruppo.
Il 13 marzo durante il match di Victoria valido per il titolo femminile, Torrie compare sullo stage, causando così la sconfitta della sua ex amica.
A Wrestlemania 22 Torrie si prese la sua rivincita contro Candice battendola in un Playboy Pillow Fight Match.
Pochi mesi dopo Candice Michelle tornò face, alleandosi con Torrie; le due attaccarono Victoria.
Il 14 agosto le Vince's Devils tornarono insieme per una sera per affrontare le partecipanti del WWE Diva Search 2006 Layla El, J.T. Tinney e Jen England in un Divas Beat the Heat Water Fight.